# Johannes Miersch
Johannes Miersch   (Dresden, 23 d'agost de 1865 - Cincinnati, 8 de setembre de 1916), nom complet Carl Alexander Johannes Miersch, fou un violinista i pedagog alemany.
Va estudiar al Conservatori de Múnic, on entre el seus tingué a Ludwig Abel. Després de graduar-se actuà a Aberdeen, Atenes, Bayreuth, Berlín, Brussel·les, Dresden, Graz, Múnic, Nova York, París entre d'altres ciutats d'Europa.
En data ignorada marxà als Estats Units, on actuà com a violinista i professor de violí fins a la seva mort a Cincinnati.